# Norman Vahtra
Norman Vahtra (Tartu, 23 november 1996) is een Estisch baan en wegwielrenner die sinds 2025 rijdt bij de Chinese wielerploeg China Glory-Mentech.

## Carrière
Vahtra won in 2019 acht koersen waaronder de Memoriał Henryka Łasaka en het eindklassement van de Koers van de Olympische Solidariteit. Hij nam dat jaar ook deel aan de Europese Spelen waar hij bij het baanwielrennen een tiende plaats behaalde op het omnium. In 2020 werd hij prof bij Israel Start-Up Nation. In datzelfde jaar werd hij nationaal kampioen van Estland op de weg. In 2022 maakte hij de overstap naar Go Sport-Roubaix Lille Métropole, namens deze ploeg won hij, voor Evaldas Šiškevičius, de derde etappe in de Ronde van Estland. 

## Palmares
2018
Jongerenklassement Baltic Chain Tour
2019
Grote Prijs van Minsk
2e, 3e en 5e etappe Koers van de Olympische Solidariteit
Eind- en puntenklassement Koers van de Olympische Solidariteit
Kalmar Grand Prix
Puchar Ministra Obrony Narodowej
Memoriał Henryka Łasaka
2020
 Estisch kampioen op de weg, Elite
2022
3e etappe Ronde van Estland
2024
1e etappe Ronde van Estland
 Estisch kampioen op de weg, Elite

## Resultaten in voornaamste wedstrijden
|      | \| Jaar \| Ronde van Vlaanderen \| Parijs-Tours \| \| WK op de weg \| \| ---- \| -------------------- \| ------------ \| \| ------------ \| \| 2020 \| opgave \| \| \| \| \| 2021 \| \| opgave \| \| opgave \| \| 2022 \| \| 114e \| \| \| \| 2023 \| \| 97e \| \| \| |              |  |              |
| Jaar | Ronde van Vlaanderen | Parijs-Tours |  | WK op de weg |
| 2020 | opgave |              |  |              |
| 2021 | | opgave       |  | opgave       |
| 2022 | | 114e         |  |              |
| 2023 | | 97e          |  |              |

## Ploegen
- 2017 –  AGO-Aqua Service (stagiair vanaf 1-8)
- 2020 –  Israel Start-Up Nation
- 2021 –  Israel Start-Up Nation
- 2022 –  Go Sport-Roubaix Lille Métropole
- 2023 –  Go Sport-Roubaix Lille Métropole
- 2024 –  Van Rysel-Roubaix
- 2025 –  China Glory-Mentech Continental Cycling Team

Badilatti · Barbier · Biermans · Boivin · Brändle · Cataford · Cimolai · Dowsett · Einhorn · Goldstein · Greipel · Hermans · Hofstetter · Hollenstein · Martin · McCabe · Navarro · Neilands · Niv · Piccoli · Politt · Räim · Renard · Sagiv · Schelling · Sutherland · Vahtra · Van Asbroeck · Würtz Schmidt · Zabel
Barbier · Berwick · Bevin · Biermans · Boivin · Brändle · Cataford · Cimolai · De Marchi · Dowsett · Einhorn · Froome · Goldstein · Greipel · Hagen · Hermans · Hofstetter · Hollenstein · Impey · Jones vanaf 1 juli · Martin · Neilands · Niv · Piccoli · Renard · Sagiv · Vahtra · Van Asbroeck · Vanmarcke · Woods · Würtz Schmidt · Zabel